# Massengräber in Bistrica ob Sotli
Auf dem Gebiet der Gemeinde Bistrica ob Sotli wurden sechs Massengräber aus der Zeit des Zweiten Weltkriegs gefunden und zwar im Hauptort und in Ples.

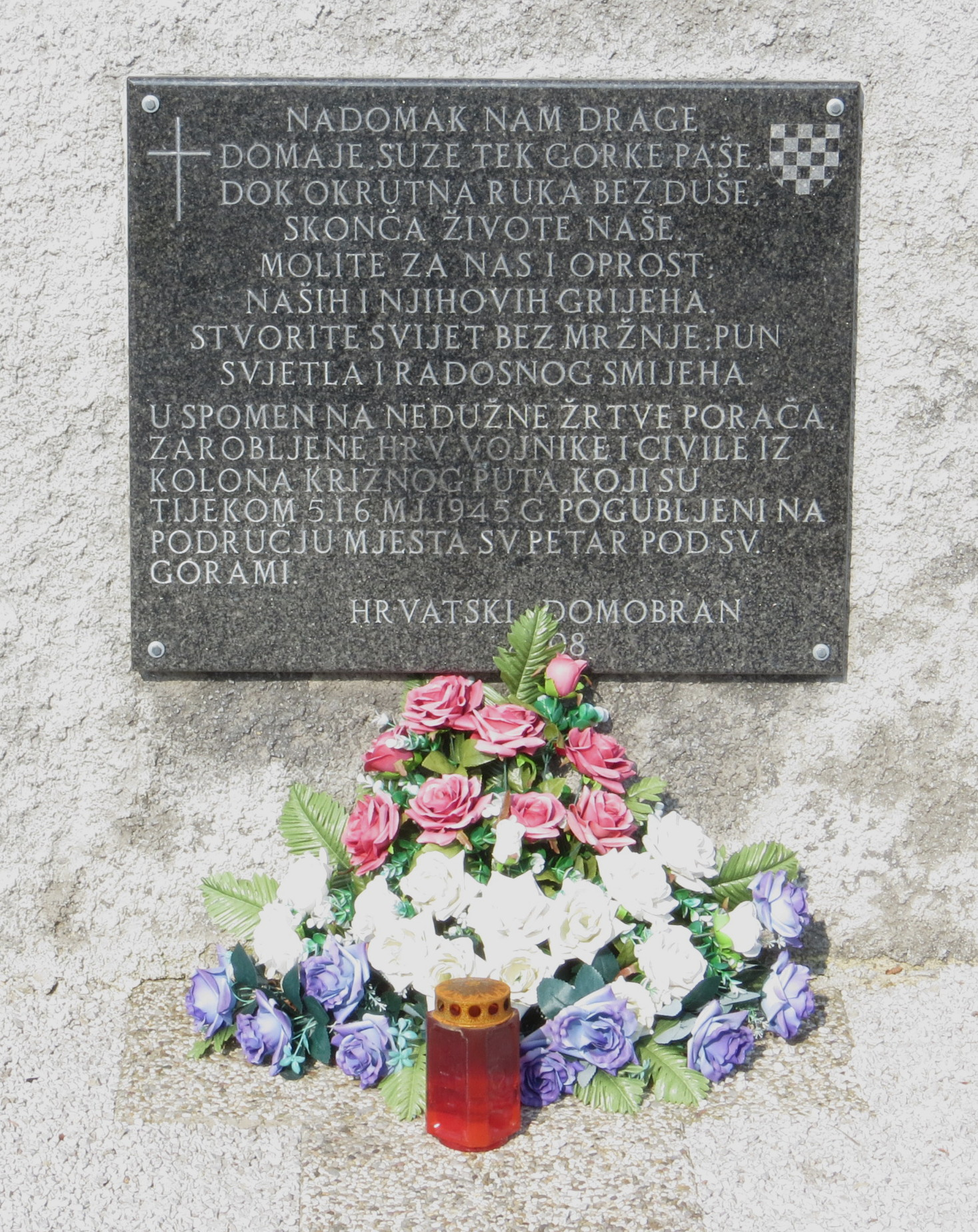
Gedenktafel für die Ermordung von etwa 1000 kroatischen Flüchtlingen in Bistrica ob Sotli im Mai 1945

## Bistrica ob Sotli
In Bistrica ob Sotli wurden vier Massengräber aus der Zeit unmittelbar nach dem Zweiten Weltkrieg gefunden. Etwa 1.000 kroatische Flüchtlinge wurden im Mai 1945 an mehreren Orten in Bistrica ob Sotli ermordet. Alle vier Gräber enthalten die Leichen von kroatischen Zivilisten und Ustaša-Soldaten.
- Das Massengrab an der Alten Feuerwache (slowenisch: Grobišče pri starem gasilskem domu) befindet sich auf einer Wiese südöstlich der alten Feuerwache[1]

- Das Massengrab an der Neuen Feuerwache (Grobišče pri novem gasilskem domu) erstreckt sich von der alten Feuerwache bis zur neuen Feuerwache südlich der Marija Broz-Grundschule.[2]

- Das Massengrab an der Grundschule (Grobišče pri osnovni šoli) wurde 1979 bei Ausgrabungsarbeiten[11] für die Marija-Broz-Grundschule freigelegt, wobei menschliche Überreste und Telefonkabel zum Vorschein kamen. Die Überreste wurden abgedeckt und die Arbeiten fortgesetzt.[3]

- Das Massengrab des Schützengrabens unter dem Čehovec-Hügel (Grobišče strelski jarek pod hribom Čehovec) liegt östlich des Stadtzentrums in einem ehemaligen Panzerabwehr- oder Schützengraben, der sich vom Hang des Čehovec-Hügels aus erstreckt, etwa 100 m östlich der Grundschule im Norden zur Straße nach Kunšperk und dann nach Nordwesten.[4]

## Ples
In Ples wurden zwei Massengräber aus dem Zweiten Weltkrieg gerfunden. 
- Die Gräber Am Vina-Gora-Hügel 1 und 2 (Grobišče pod hribom Vina gora 1, 2) enthalten die Überreste von etwa 25 Opfern. Ihre Nationalität und die Frage, ob sie Soldaten oder Zivilisten waren, sind ungeklärt.[5][6]